# Natela Iankoszwili
Natela Iankoszwili, gruz. ნათელა იანქოშვილი (ur. 28 sierpnia 1918, zm. 12 października 2008) – gruzińska malarka.

## Życiorys
Pochodziła z Gurdżaani. W latach 1937–1943 studiowała w Państwowej Akademii Sztuki w Tbilisi. Później została członkiem Związku Artystów. Jej instruktorami byli Lado Gudiaszwili, Davit Kakabadze i Sergo Kolubadze. Działała również jako grafik i ilustrator. Jej ilustracje wykorzystano w japońskim wydaniu Rycerza w tygrysiej skórze, wydanym w 1966 roku. Była żoną pisarza Lado Avalianiego, z którym mieszkała w małym, ciasnym mieszkaniu w Tbilisi. Mieli tak mało miejsca, że musiała pracować w ciągu dnia, zostawiając mu miejsce na pisanie w nocy. Para nie miała dzieci. Artystka nadal mieszkała w mieszkaniu po śmierci Avalianiego. Zmarła w 2007 roku i została pochowana w Panteonie Didube obok męża.

## Twórczość i upamiętnienie
Iankoszwli odmówiła dostosowania się do oczekiwanego socrealistycznego stylu Sowietów, preferując zamiast tego neoekspresjonistyczny sposób malowania, który stał się jej znakiem rozpoznawczym. W trakcie swojej kariery podróżowała, odwiedzając Kubę i Meksyk. Prace powstałe podczas tych pobytów były później wystawiane w Tbilisi. W wieku 42 lat miała indywidualną wystawę w Galerii Sztuki w Tbilisi, stając się pierwszą tak uhonorowaną artystką.
Iankoshvili była tematem retrospektywnej wystawy w Zurab Tsereteli Museum of Modern Art w 2018 roku; po raz pierwszy od 45 lat jej praca została wystawiona na indywidualną wystawę w kraju jej urodzenia. W 2000 roku w stolicy Gruzji otwarto muzeum poświęcone jej twórczości, zawierające ponad tysiąc eksponatów. Jej prace znajdują się w zbiorach Gruzińskiego Muzeum Sztuk Pięknych.